# Пежо тип 147
Пежо тип 147 (фр. Peugeot Type 147) је моторно возило произведено 1914. године од стране француског произвођача аутомобила Пежо у њиховој фабрици у Лилу. У том раздобљу је укупно произведено 45 јединица.
Возило покреће четвороцилиндрични четворотактни мотор који је постављен напред, а преко кардана је пренет погон на задње точкове. Његова максимална снага била је 40 КС и запремине 7478 cm³.
Тип 147 се производио у две варијанте 147 и 147 С са међуосовинским растојањем од 3697 мм, а размак точкова је 1460 мм. Форма каросерије је купе-лимузина са простором за четири до пет особа.